# Peloponneso
Il Peloponnèso (in greco Πελοπόννησος?; Morèa è il toponimo veneziano medievale) è una regione storico-geografica (21379 km²) della Grecia meridionale, formata da una penisola separata artificialmente dalla terraferma dalla costruzione del canale di Corinto.
Per circa i due terzi del suo territorio è compresa nella regione amministrativa omonima, mentre la parte rimanente è amministrata dalla regione della Grecia occidentale (prefetture di Acaia ed Elide) e per una piccola parte dalla regione dell'Attica (parte della prefettura del Pireo). Le città principali sono Argo-Micene, Corinto, Calamata, Patrasso, Pirgo, Sparta, Tripoli.

## Geografia

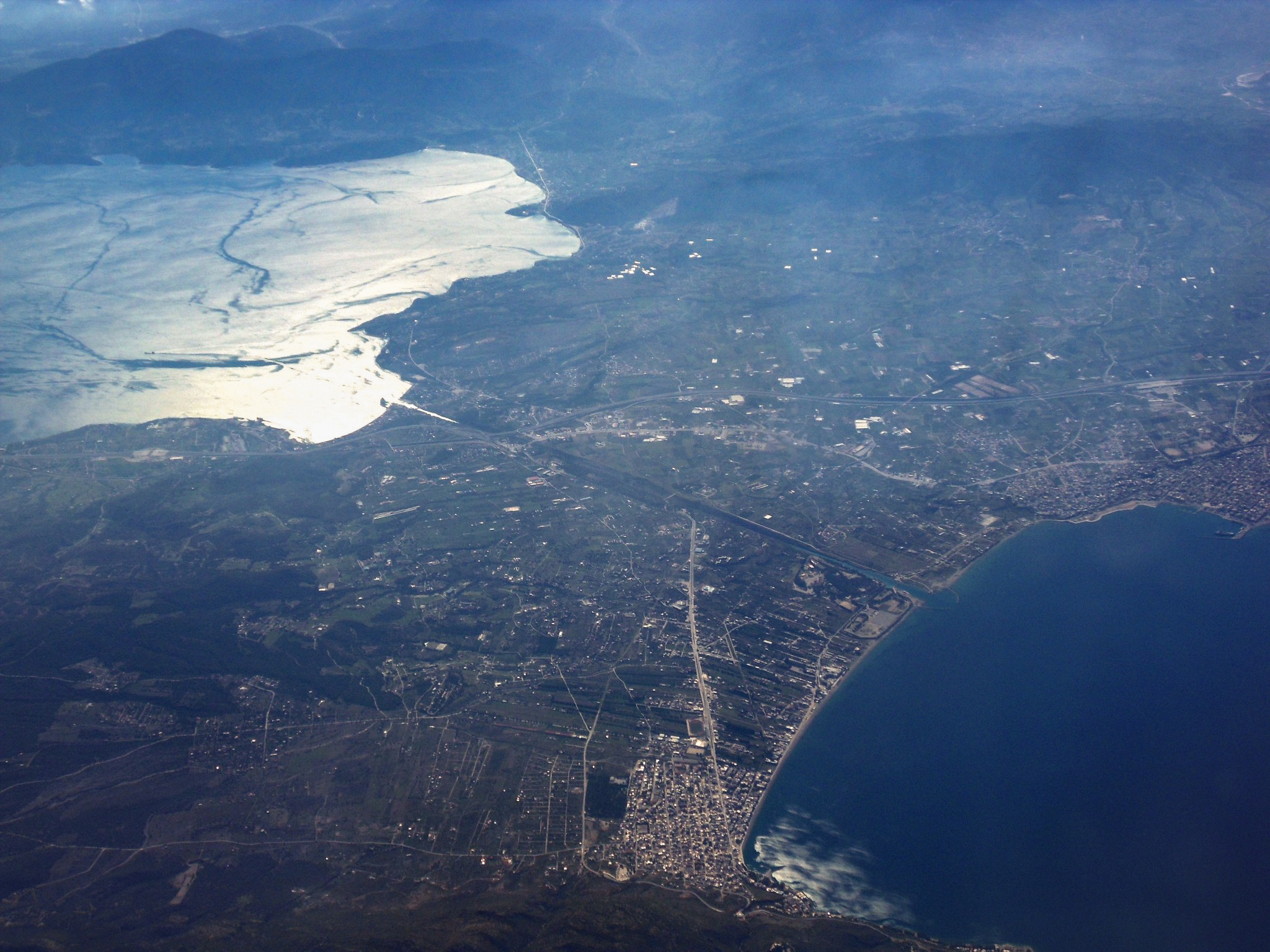
Il canale di Corinto separa il Peloponneso dalla Grecia continentale.

Il Peloponneso è una penisola che copre un'area di 21549 km² e costituisce la parte più meridionale della Grecia continentale. Tuttavia, tecnicamente andrebbe considerata alla stregua di un'isola dopo la costruzione del canale di Corinto, nel 1893,. Il canale artificiale, largo 26,5 m e lungo 6 km, ha separato il Peloponneso dal resto dello Stato ellenico. Comunemente, il Peloponneso è indicato come una penisola. I collegamenti terrestri con il resto della Grecia sono due: quello nei pressi dell'istmo di Corinto, di cui si è appena detto, e il ponte Rion Antirion, i cui lavori per la realizzazione sono terminati nel 2004: con i suoi 2 883 metri, è il ponte strallato più lungo del mondo.
La penisola ha un interno montuoso e coste profondamente frastagliate con tre penisole rivolte a sud a forma di indice, medio ed anulare rovesciati: la Messenia, quella più ad ovest, la Maina al centro e Capo Malea. A nord-est vi è una quarta penisola, quella dell'Argolide. La catena montuosa del Taigeto, situata a sud nei pressi della valle di Sparta, è la più elevata del Peloponneso: la cima più alta è costituita dal Profitis Ilias, alto 2404 m s.l.m. Altri monti importanti sono il Monte Cillene nel nord-est (2376 m), l'Aroania nel nord (2355 m), l'Erimanto (2224 m), la catena montuosa del Panachaiko nel nord-ovest, il Menalo al centro (1981 m) e il Parnone nel sud-est (1940 m). L'intera penisola è soggetta a terremoti, così come la Grecia intera e l'Europa meridionale.

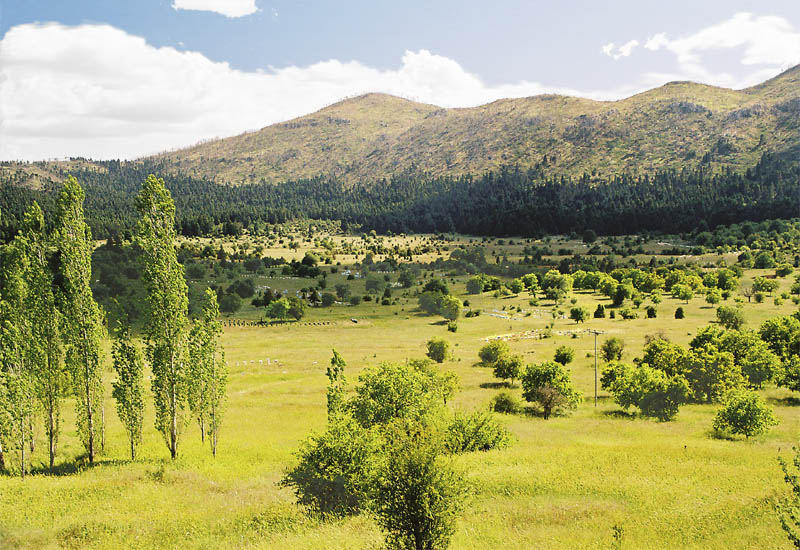
Paesaggio in Arcadia

Il fiume più lungo è l'Alfeo a ovest (110 km), seguito dall'Eurota a sud (82 km) e il Peneo, anche a ovest (70 km). Il Peloponneso ospita numerose spiagge incontaminate che attraggono turisti nei mesi estivi.
Al largo delle sue coste, si trovano due gruppi di isole: le isole Saroniche a est e le Ionie meridionali a ovest. L'isola di Citera, la più grande attorno al Peloponneso, è situata al largo della penisola dell'Epidauro Limera a sud. L'isola di Cervi faceva parte della penisola, ma fu "separata" in seguito al terremoto di Creta del 365.
Nell'antichità, il Peloponneso era diviso in sette regioni principali: Acaia (nord), Corinzia (nord-est), Argolide (est), Arcadia (centro), Laconia (sud-est), Messenia (sud-ovest), e l'Elide (ovest). Ognuna di queste regioni vedeva un centro abitato principale.

## Storia
Abitato fin dal Neolitico, il Peloponneso prende il nome dal leggendario Pelope, figlio del re di Lidia Tantalo, che avrebbe conquistato la regione. Qui si stabilì la civiltà micenea (XV – XI secolo a.C.), che in seguito cancellò e sostituì quella minoica, originaria di Creta. Vide l'invasione di popolazioni elleniche (2000 a.C.) e successivamente dei Dori, all'incirca nel XII secolo a.C. Il predominio di Sparta si impose tra il X secolo a.C. e l'VIII secolo a.C. e resistette fino all'invasione dei Macedoni (366 a.C. circa). I Romani presero possesso della regione nel 140 a.C.

### Il principato di Morea

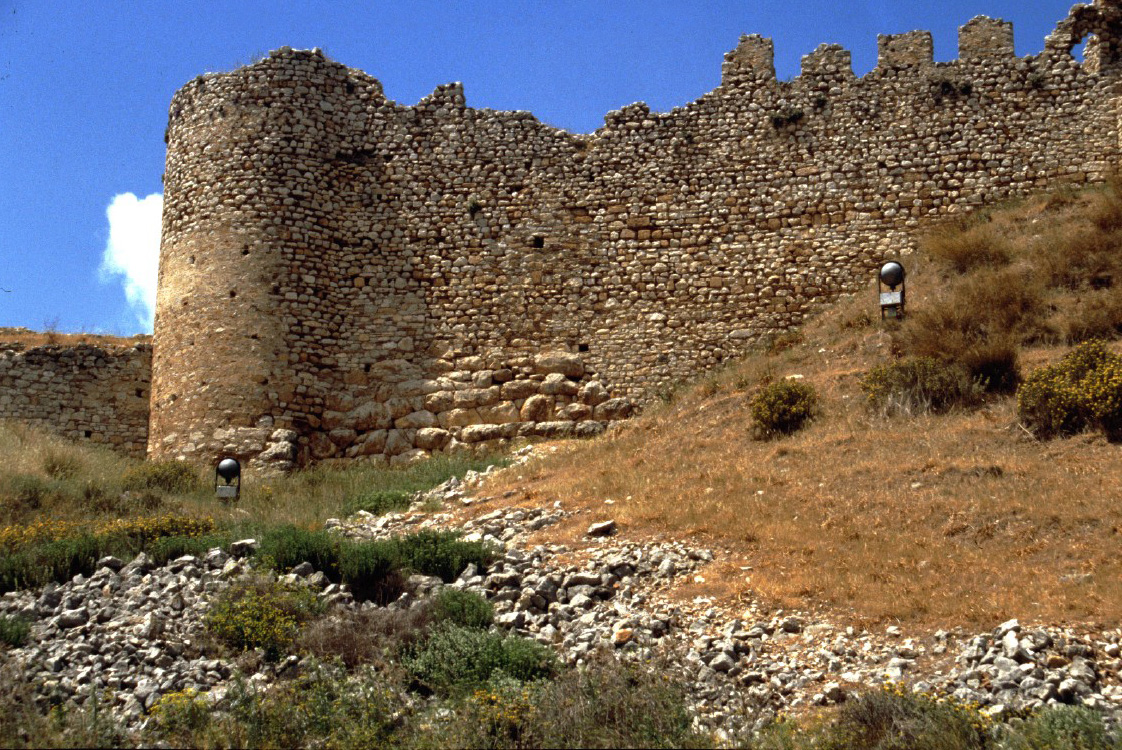
Il castello medievale di Larissa ad Argo

A partire dal XII secolo, il Peloponneso fu chiamato Morea dai Crociati e dai Veneziani a causa della forma della penisola, somigliante a una foglia di gelso, anche a causa dell'importanza che aveva quell'albero nella penisola.
Nella spartizione dell'Impero bizantino, seguita alla conquista di Costantinopoli del 1204 al termine della quarta crociata, il Peloponneso fu assegnato al marchese Bonifacio I del Monferrato, designato re di Tessalonica (Salonicco). Il compito di conquistare la penisola fu dato da Bonifacio a Guglielmo di Champlitte, al quale si unì quale vassallo Goffredo I di Villehardouin, nipote del cronista che, alla notizia della caduta di Costantinopoli, si era precipitato dalla Siria nel Peloponneso per cercare di ritagliarsi un dominio personale.
I due conquistarono Patrasso e quindi procedettero sistematicamente alla conquista, senza incontrare resistenza da parte delle autorità bizantine. I pochi oppositori furono alcuni potenti nobili (arconti) dell'interno dell'Arcadia e della Laconia, timorosi di perdere le loro terre. La sconfitta dei greci a Kondura pose però fine ad ogni resistenza, così che Guglielmo poté sottomettere l'intera Arcadia, mentre Villehardouin, ottenuto in feudo l'importante porto di Calamata, si impadronì della Messenia.
Al termine del 1205, Champlitte assunse il titolo di principe d'Acaia con il consenso di Bonifacio di Monferrato. Per consolidare il proprio potere egli cercò di accordarsi con la nobiltà greca, alla quale lasciò il possesso dei loro vasti latifondi, mantenendo una ferrea disciplina all'interno del suo esiguo numero di cavalieri franchi, così da evitare disordini e violenze. La sua correttezza e il suo alto senso della giustizia gli permisero così di consolidare il proprio potere su tutto il Peloponneso, sebbene nel 1206 avesse dovuto accettare che i Veneziani occupassero le due piazzeforti di Modone e Corone, in quella parte della penisola che era stata loro assegnata nella spartizione del 1204.
Per compensare la perdita di queste due terre, Champlitte cedette a Villehardouin l'Arcadia, facendone così il più potente barone del principato. Fu pertanto naturale che, quando nel 1208 Champlitte fu costretto a fare ritorno in Borgogna per recuperare l'eredità del proprio fratello maggiore, lasciò Villehardouin come balivo per governare il principato in sua assenza. Champlitte morì nel corso del viaggio verso la Francia e di lì a poco la stessa sorte toccò al nipote Ugo, da lui designato quale suo luogotenente. L'intera eredità degli Champlitte ricadde così su un bambino di neppure un anno.
Villehardouin, con il consenso dei baroni franchi, si proclamò allora principe e la sua auto-elezione fu ratificata dal Papa e dall'imperatore latino di Costantinopoli.

### Il Despotato bizantino di Morea
Per una migliore gestione amministrativa, i governanti dell'Impero bizantino frammentarono i propri possedimenti in una serie di province: tra di esse, figurava la Morea.
L'imperatore Giovanni VI Cantacuzeno, riorganizzò il territorio nella metà del XIV secolo, cedendolo in appannaggio per il figlio Manuele e nominandolo despota (ovvero signore) della Morea nel 1349, per evitare ulteriori tumulti in un impero che era sull'orlo di una nuova guerra civile dopo pochi anni.
A seguito della presa di potere dei Paleologi, la Morea riuscì ad acquisire una certa autonomia gestionale. La particolare posizione geografica della penisola faceva gola agli Ottomani e ai Veneziani: fu da queste potenze che il despotato di Morea, con capitale a Mistra, dovette difendersi, riuscendo a sopravvivere fino al 1461, quando l'ultimo possedimento del despotato e quindi dell'impero romano, Salmenìkon, venne ceduto ai veneziani dal generale romano Graziano Paleologo.

### La dominazione veneziana (1685 - 1715)

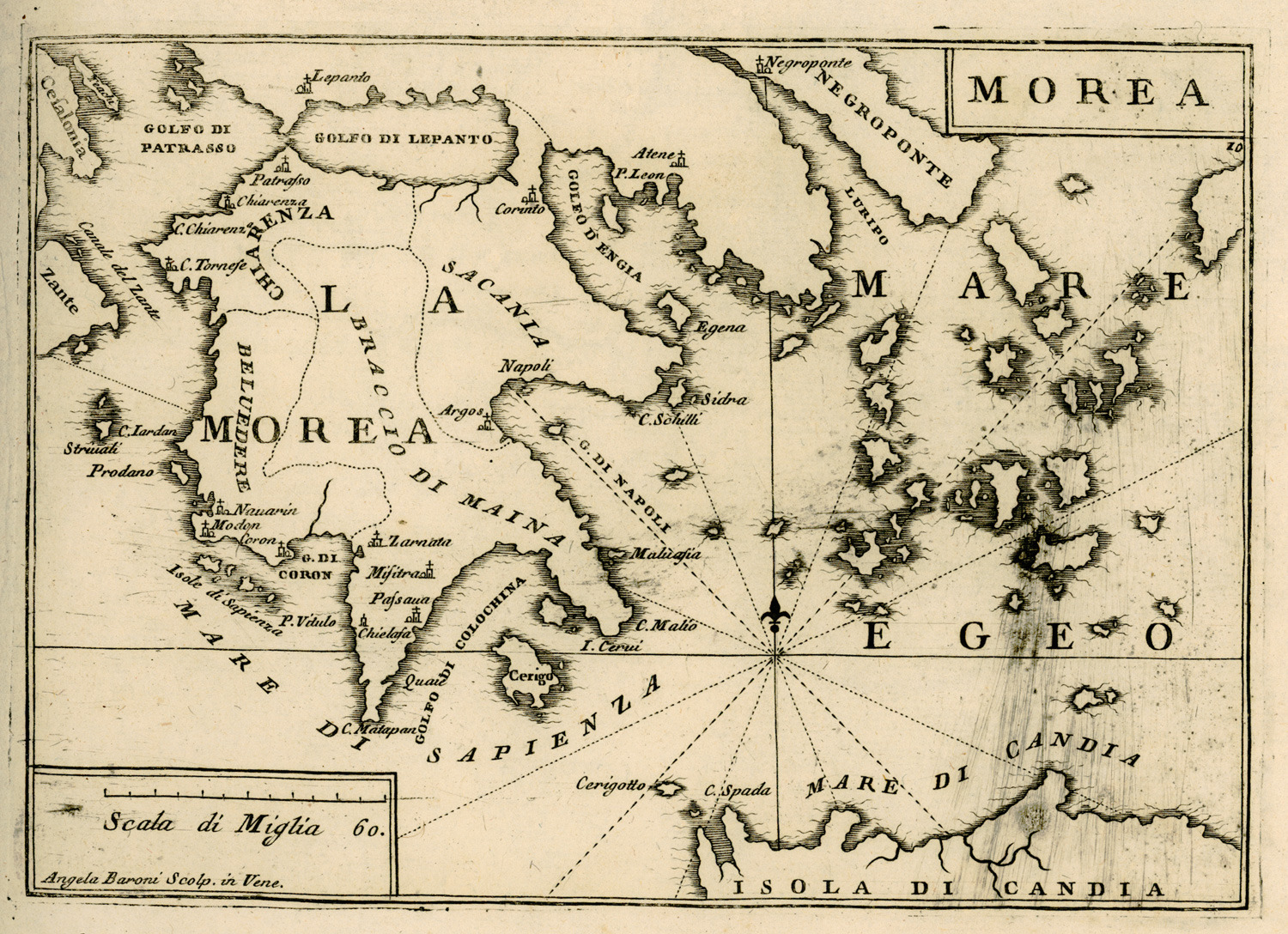
Carta della Morea di Coronelli Vincenzo (1688)

Dopo il 1460, la Morea fu divisa tra veneziani e turchi e tale situazione politica, tra alterne vicende, si mantenne in siffatta maniera per circa due secoli.
Nel 1684, scoppiata una nuova guerra tra la Repubblica di Venezia e l'Impero ottomano, la repubblica indirizzò i suoi maggiori sforzi proprio nel Peloponneso, decisa a sottometterlo interamente una volta per tutte. Sotto il comando di Francesco Morosini, i veneziani espugnarono nel giugno 1685 la piazza di Corone, inducendo gli abitanti della regione della Maina a ribellarsi al dominio ottomano. L'anno successivo fu conquistata anche Navarino (Pylos), seguita poco dopo da Modone, Argo e Nauplia, capitale della penisola. Nel 1687 caddero in mano a Morosini anche Patrasso, Corinto ed Atene, così che ai turchi rimase solo il possesso della munita rocca di Malvasia (Monemvasia), che cadde nel 1690. Queste conquiste furono ratificate dal trattato di Carlowitz che riconobbe alla repubblica di Venezia il possesso di tutto il Peloponneso fino all'istmo di Corinto, compresa l'isola di Egina.
Il nuovo acquisto, con il nome di Regno di Morea, venne pertanto annesso al dominio veneto ed al suo governo il Senato destinò il Provveditore generale da Mar, con sede a Nauplia, dai Veneziani chiamata Napoli di Romania. Il resto della penisola fu diviso in quattro province: Romania (con capoluogo la stessa Nauplia), Laconia (Malvasia), Messenia (Navarino) e Acaia (Patrasso). A Nauplia e Patrasso, quali sedi più importanti, vennero nominati a reggere le rispettive province un Provveditore per sovrintendere agli affari militari e un Rettore per l'amministrazione della giustizia, che esercitava con l'assistenza di due consiglieri anch'essi veneziani, oltre a un Camerlengo per la riscossione delle entrate fiscali. A Malvasia e Navarino vennero invece destinati semplici Provveditori, mentre le fortezze di Modone e Corone furono rette da castellani e da due consiglieri.
Il nuovo dominio appena acquistato dai veneziani, che secondo una relazione del 1692 comprendeva 1459 tra città, borghi e villaggi e 116 000 abitanti, fu oggetto di notevoli cure da parte della Repubblica, che cercò in qualche modo di far fronte alla grave situazione economica e demografica prodotta dalle distruzioni della guerra. A Corone e Modone furono fatti tentativi per impiantarvi colonie di popolamento e fu iniziata una rilevazione catastale della penisola.
Il dominio veneto non ebbe comunque modo di impiantarsi stabilmente, anche perché la popolazione greca, che sotto la signoria turca aveva goduto di larga autonomia, mostrò insofferenza verso le misure accentratrici e burocratiche dei provveditori veneziani, acuita dal tradizionale sospetto verso i latini. Così quando nel 1715 i Turchi ripresero le ostilità contro Venezia, il Peloponneso cadde nelle loro mani quasi senza resistenza, viste le scarse forze militari presenti nell'isola e il mancato aiuto dei greci.

### Il secondo dominio ottomano (1715 - 1821)

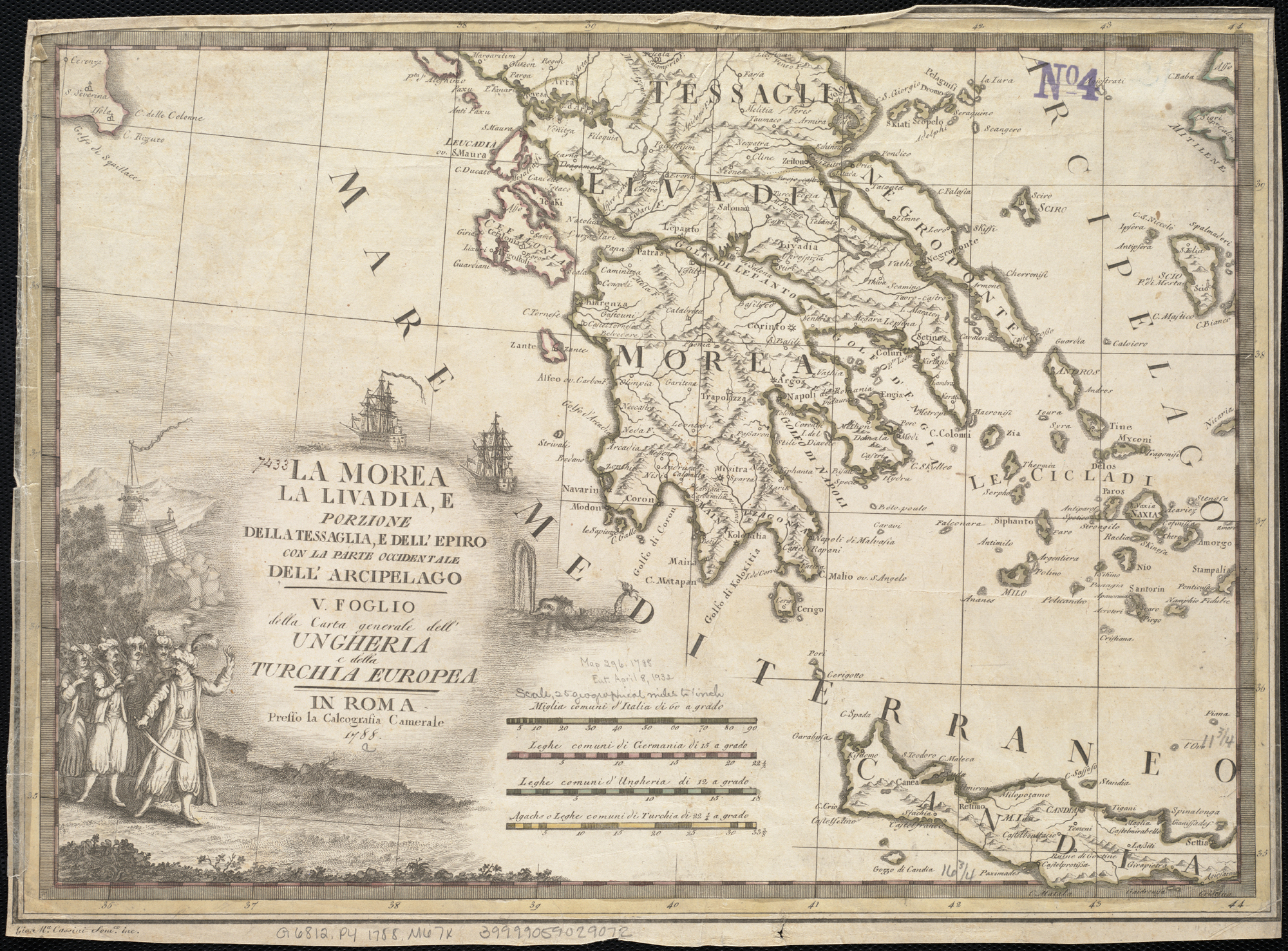
La Morea, la Livadia, dal foglio della carta generale della Turchia Europea (1788)

La conquista turca fu, come detto, largamente favorita dalla connivenza della popolazione, lasciando alla penisola una larga autonomia. Ogni villaggio disponeva infatti di un consiglio di notabili, incaricato delle questioni locali. Questi consigli inviavano dei delegati all'assemblea di provincia che, a sua volta, nominava dei deputati al senato peloponnesiaco, nel quale erano discusse le questioni fiscali e amministrative riguardanti l'intero Peloponneso. Due membri del senato, insieme a due consiglieri turchi formavano poi il consiglio privato (divano) del governatore generale della regione, un beylerbey con titolo di pascià che si stabilì a Tripolitsa. Sotto di lui furono istituiti dei vilayet aventi per capoluoghi Mistrà, Corinto e Lepanto.
In Peloponneso e in specie dalla provincia laconica del Mani, cominciò, sul continente, la rivolta anti-turca che portò alla carta costituzionale di Astros del 1823. Nel 1825, tuttavia, un'armata ottomana sbarcò a Methoni, fortezza rimasta turca, recuperando la Morea. Seguirono alterne vicende fino agli anni 1829/30 quando i turchi sgombrarono.

### XX secolo e oggi
All'inizio degli anni Quaranta, il Peloponneso servì come testa di ponte per le truppe greche e quelle inglesi per dirigere le proprie operazioni militari in Epiro, Focide e in generale nella Grecia settentrionale durante la campagna di Grecia (1940-1941) avviata dall'esercito del Regno d'Italia. A seguito dell'intervento della Wehrmacht in supporto degli italiani, in profonda difficoltà, la Grecia peninsulare finì in gran parte sotto il controllo dei tedeschi.
Attualmente, il Peloponneso è amministrativamente diviso in due periferie: la periferia omonima (centro-sud) e Grecia Occidentale (nel nord).
La città più popolosa è Patrasso (circa 170 000 abitanti), in Acaia, seguita da Calamata (circa 70 000) in Messenia.

## Siti archeologici micenei, classici, medievali

Le regioni dell'antico Peloponneso.

- Androusa
- Argo
- Bassae
- Clarentza
- Corinto
- Elis
- Epidauro
- Geraki
- Kithira
- Leonidio
- Messene
- Mistrà
- Modone
- Monemvasia
- Micene
- Nauplia
- Nemea
- Olimpia sede dei giochi olimpici
- Pilo, palazzo di Nestore
- Tegea
- Tirinto (Tirins)
- Vathià

e molti altri.